# ISimangaliso-Wetland-Park

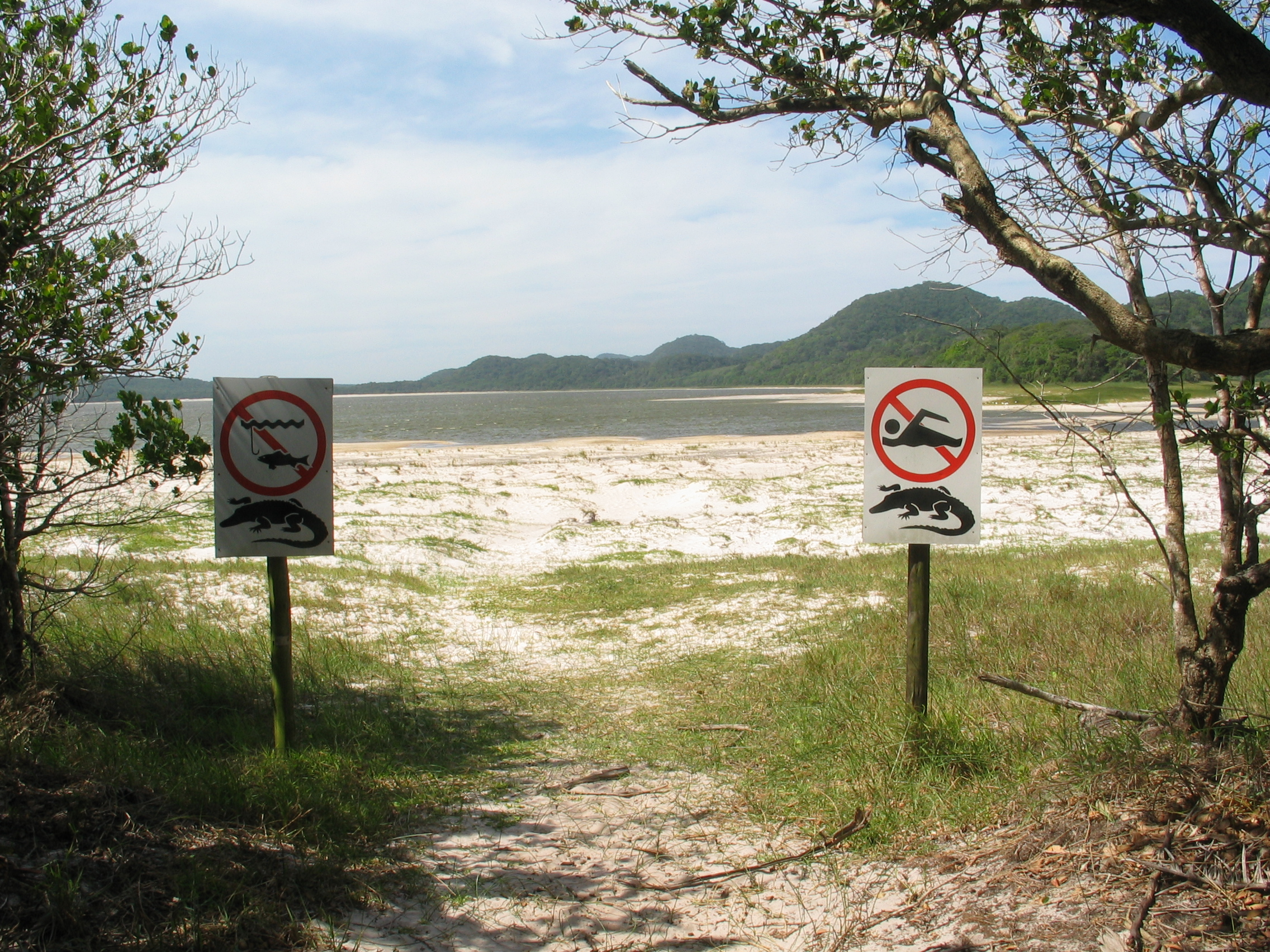
Blick auf den See mit Schwimmverbotsschild

Der iSimangaliso Wetland Park (bis Oktober 2007 Greater St. Lucia Wetlands Park) ist ein Schutzgebiet an der Ostküste der südafrikanischen Provinz KwaZulu-Natal. Mit einer Fläche von  1.328.901 ha ist er das zweitgrößte Schutzgebiet Südafrikas nach dem Kruger-Nationalpark.
Der Eingang zum Park befindet sich nahe der Kleinstadt St. Lucia.

## Beschreibung
Das Schutzgebiet umfasst die Feucht- und Küstengebiete von Mapelane im Süden bis hinauf zur Sodwana-Bucht im Norden und besteht aus vielen kleinen Schutzgebieten mit subtropischer bis tropischer Vegetation. Im Norden liegen die Mkuze-Sümpfe, während sich im Westen trockene Dornensavannen befinden.
Im Zentrum des Parks befindet sich der St.-Lucia-See, nach dem der Park benannt wurde. Mit einer Länge von 40 Kilometern und einer Breite von bis zu 21 Kilometern beträgt seine Fläche rund 300 km²; damit ist er der größte See Südafrikas. In dem 200 Kilometer langen Küstenstreifen finden sich die zweithöchsten bewaldeten Sanddünen der Welt.
In den Feuchtgebieten leben die größten Krokodil- und Flusspferdbestände Südafrikas. In den Savannen im Westen leben Meerkatzen, Nashörner, Büffel und Leoparden. Zwischen den Seen und Sümpfen brüten Reiher, Pelikane und Störche. Der Park verfügt über die höchste Dichte an Amphibien, darunter viele geschützte Arten. Außerdem kann man auf der Meeresseite Buckelwale sehen.
In der Nähe des Schutzgebiets befindet sich der Ort St. Lucia, in dem es Übernachtungs-, Freizeit- und Einkaufsmöglichkeiten gibt. St. Lucia ist zudem Ausgangspunkt für Walbeobachtungen und Fahrten auf dem St.-Lucia-See zu den Flusspferden.

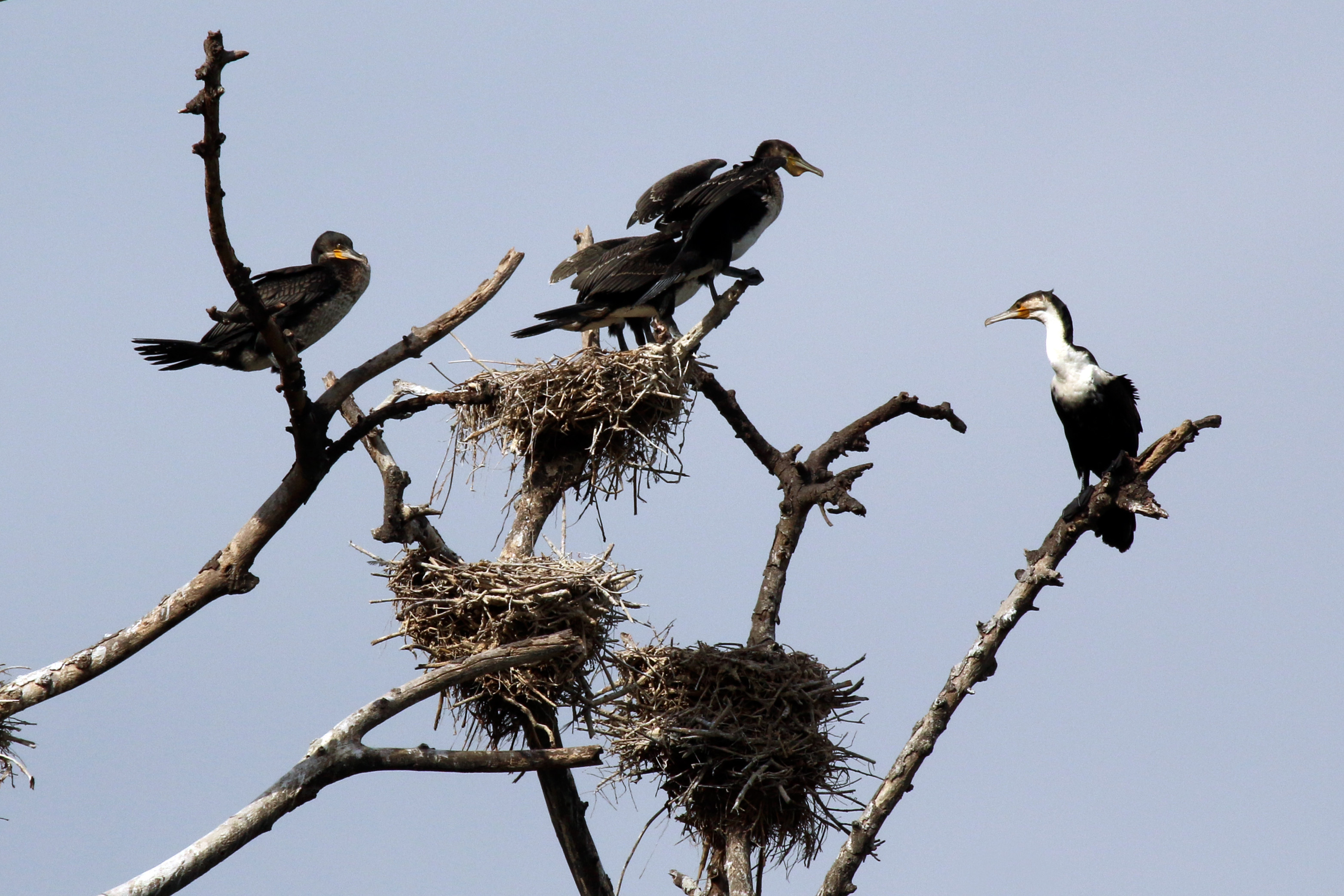
Weißbrustkormorane
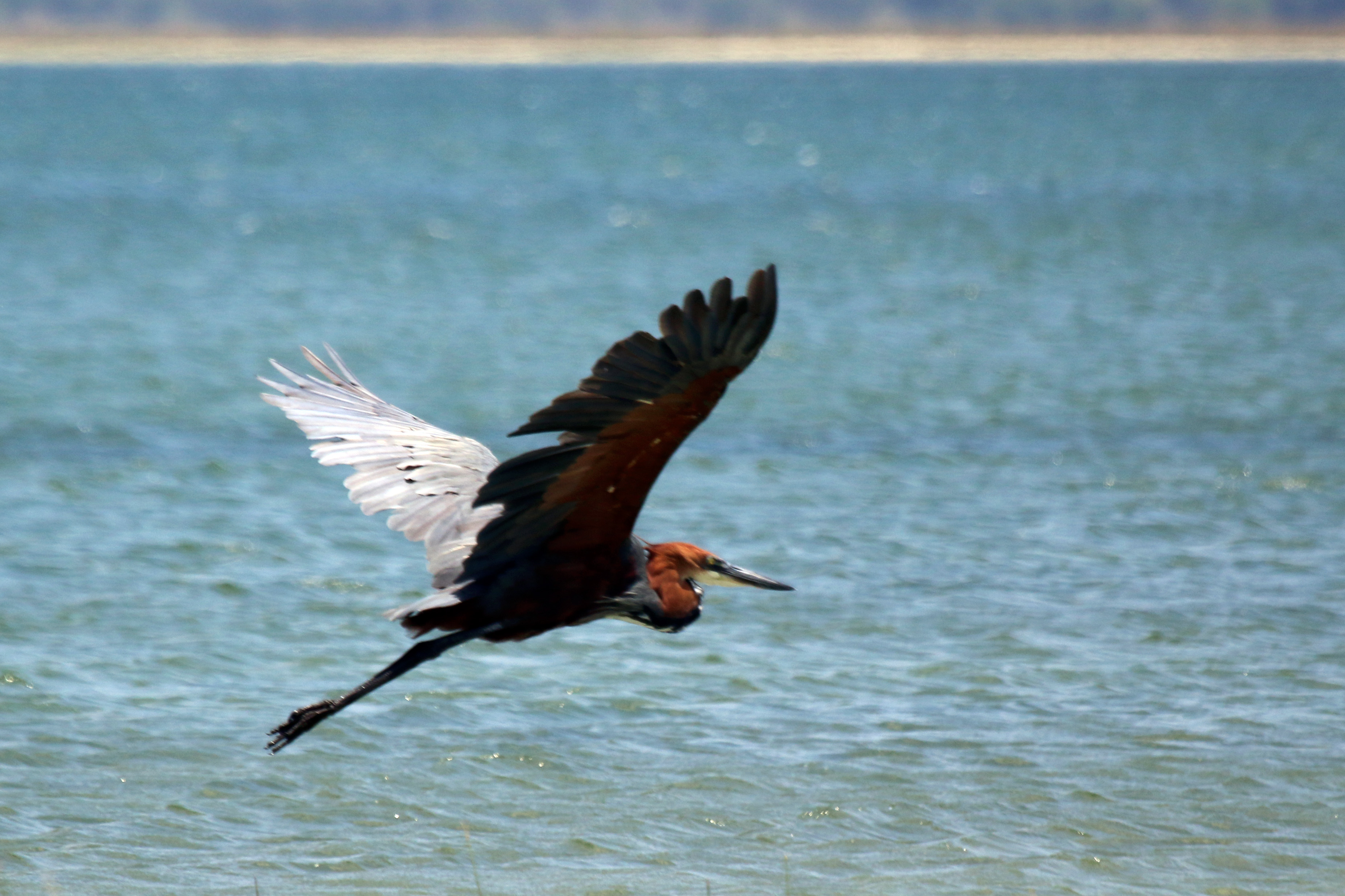
Goliathreiher im Flug
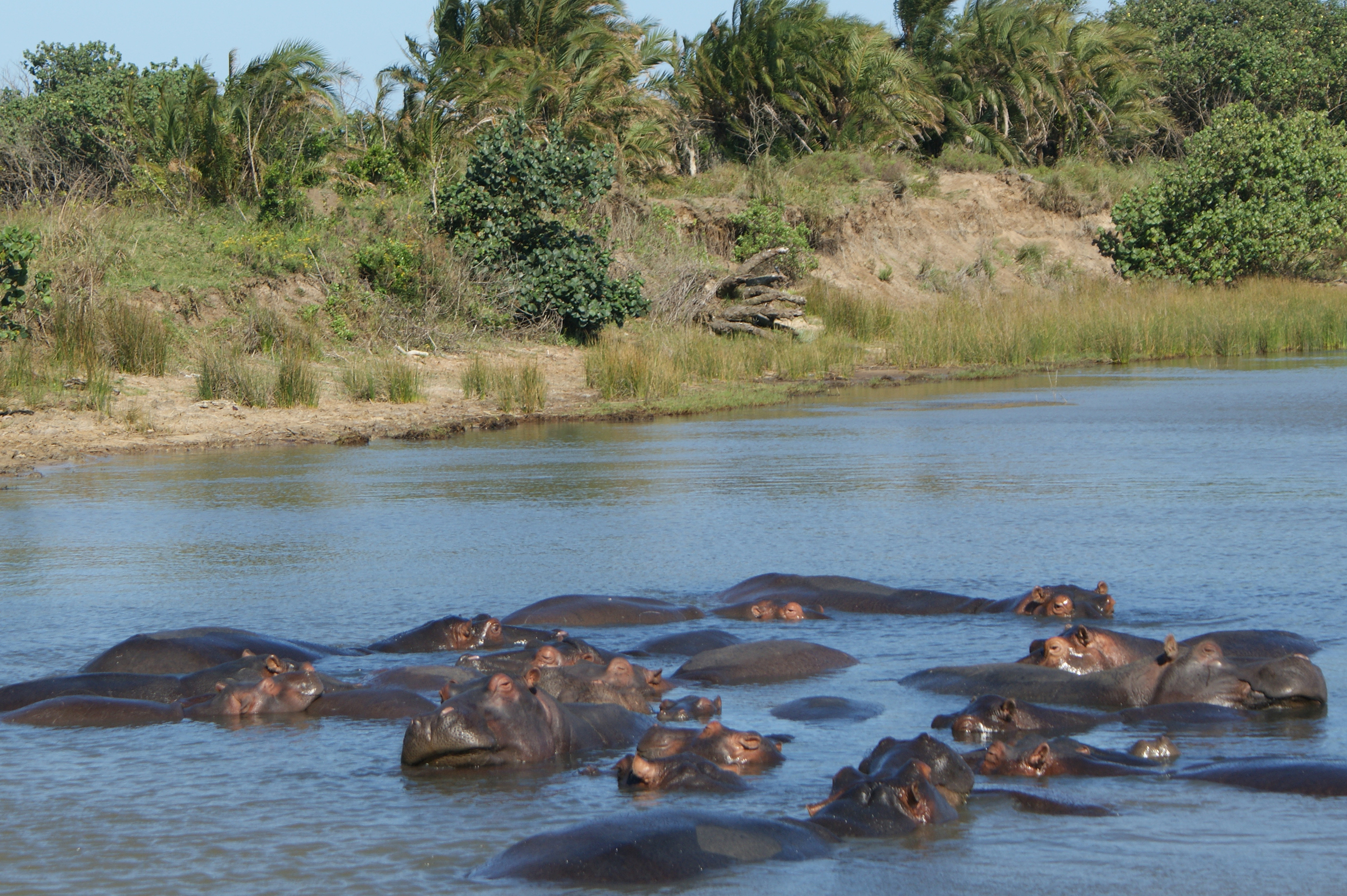
Flusspferde im St.-Lucia-See
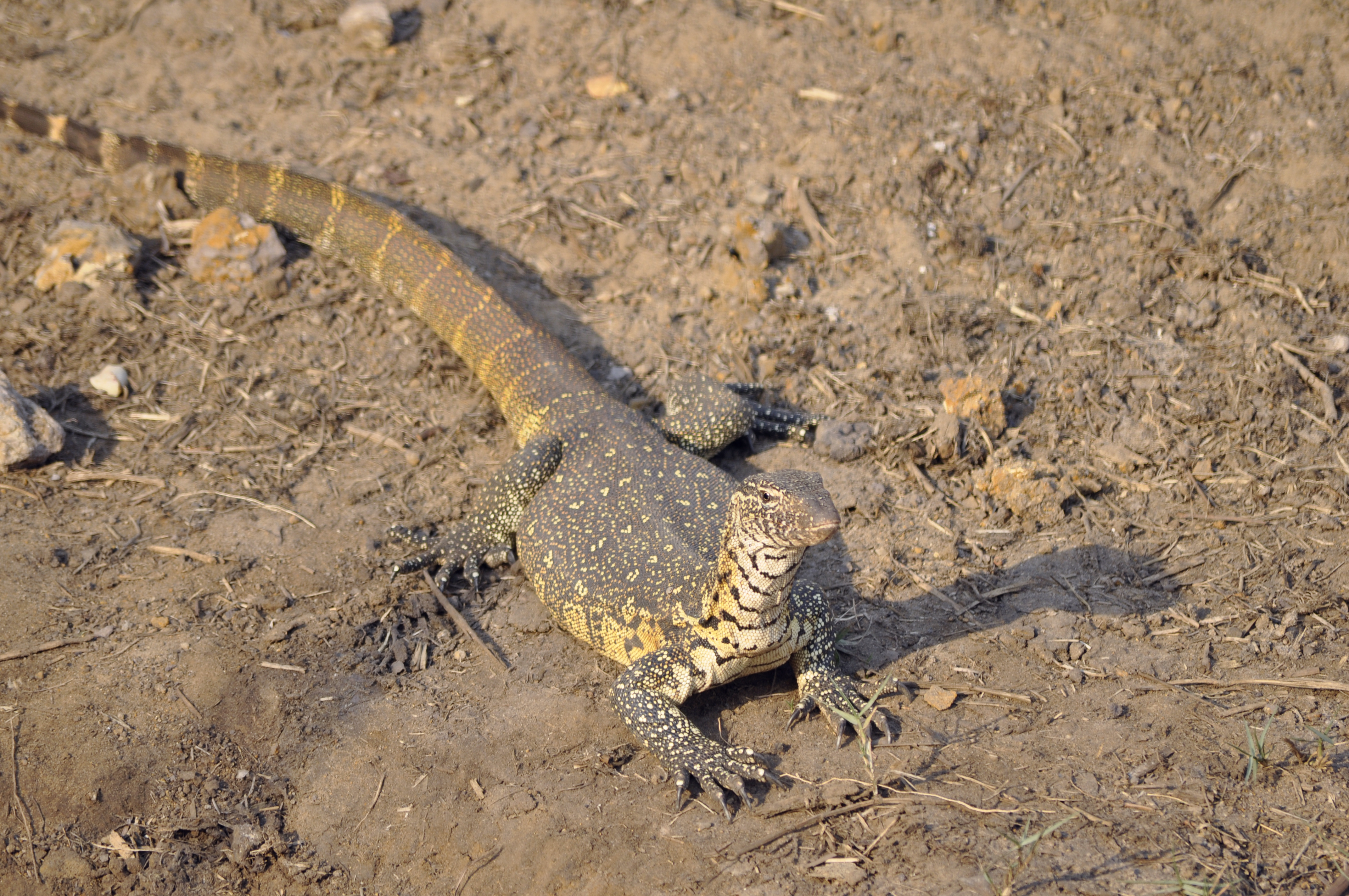
Nilwaran

## Geschichte
Der iSimangaliso Wetland Park wurde 1999 in die Liste des Weltnaturerbes der UNESCO aufgenommen.
Das Welterbe umfasst die 13 getrennten Schutzgebiete:
- Coastal Forest Reserve
- Lake Sibayi Freshwater Reserve
- Maputaland Marine Protected Area
- Sodwana Bay National Park
- Sodwana State Forest
- St. Lucia Marine Reserve
- St. Lucia Game Reserve
- St. Lucia Park
- False Bay Park
- Cape Vidal State Forest
- Eastern Shores State Forest
- Nyalazi State Forest
- Maphelane Nature Reserve

2004 wurde die Mündung des Feuchtgebietes durch eine Sanddüne gesperrt, um eine Ölpest nach der Havarie des Frachters Jolly Rubino abzuwehren. Seitdem ist der Wasserspiegel erheblich unter Meeresniveau gesunken, so dass die Maßnahme noch nicht rückgängig gemacht werden konnte.

## Name
Bis 2007 hieß das Schutzgebiet Greater St. Lucia Wetlands Park. Seit November 2007 wird er iSimangaliso Wetland Park genannt. isimangaliso bedeutet „Wunder“ und verweist auf ein Zulu-Sprichwort über Ujeqe, einem Hofbeamten des Zulu-König Shaka: Ubone isimanga esabonwa uJeqe kwelama Thonga. – „Wenn Du Wunder gesehen hast, dann hast Du dasselbe gesehen wie Ujeqe in Thonga.“ Thonga oder Tongaland ist ein historischer Name für die Region Maputaland, zu der der Park gehört.